# Aven Romale
Az Aven Romale (magyarul: Gyerünk, romák!) egy dal, megy Csehországot képviselte a 2009-es Eurovíziós Dalfesztiválon. A dalt a cseh Gipsy.cz együttes adta elő angol és cigány nyelven.

## Az Eurovíziós Dalfesztivál
Az együttest a cseh köztévé kérte fel az ország képviseletére. Dalukat egy tévés műsor keretében választották ki, ahol két szerzeményüket adták elő. A dalt 2009. március 15-én jelentették be, mint hivatalos versenydalt.
Az elődöntők felosztása értelmében Csehország az első elődöntőben kapott helyet. A május 12-i elődöntőben a fellépési sorrendben másodikként adták elő, a montenegrói Andrea Demirović Just Get Out of My Life című dala után és a belgiumi Copycat Copycat című dala előtt. A szavazás során nem szerzett egy pontot sem, mely így az utolsó, tizennyolcadik helyet érte a tizennyolc fős mezőnyben, és így nem jutott tovább a döntőbe.
Az 1975-ben bevezetett szavazási rendszerben az Aven Romale volt a tizenhatodik, és egészen 2015-ig az utolsó dal, amely nulla ponttal végzett az utolsó helyen.
A következő cseh induló Marta Jandová és Václav Noid Bárta Hope Never Dies című dala volt a 2015-ös Eurovíziós Dalfesztiválon.